# Dorândia (Barra do Piraí)
Dorândia é distrito de Barra do Piraí, município do sul fluminense no estado do Rio de Janeiro.
Antes de ter esse nome, o distrito teve outros:
- Em 1890, era Dores do Pirahi;
- Em 1911, mudou a grafia para Dores do Piraí;
- Em 1933, muda o nome para Nossa Senhora das Dores do Piraí;
- Entre 1936 e 1938 passa a denominar-se apenas Nossa Senhora das Dores;
- Em 31 de dezembro de 1943, em virtude do decreto-lei estadual 1056 para vigorar em 1944–1948 passa a se chamar Dorândia.

Teve como benfeitor Antônio Gonçalves de Moraes, conhecido como "Capitão Mata-Gente".
O distrito se tornou conhecido no ano de 1989, por ter sido cenário da telenovela O Salvador da Pátria, exibida pela Rede Globo. 